# Universitat de Washington
La Universitat de Washington (en anglès: University of Washington) és una de les universitats públiques més grans dels Estats Units. Està ubicada a Seattle.
Segons el rànquing acadèmic que publica US News & World Report, el 2018 la Universitat de Washington ocupa el lloc número 56 en la classificació de best colleges entre les universitats nord-americanes i destaca la seva qualificació en medicina, enginyeria i negocis. El 2017, a nivell mundial, l'Academic Ranking of World Universities de ShanghaiRanking Consultancy la situa al número 13.

## Organització
La Universitat té 140 departaments i programes de pregrau bachelor's i de postgrau (màster i doctorat).

## Escoles i facultats
- Escola de Medicina
- Facultat d'Enginyeria
- Escola de Negocis Michael G. Foster
- Facultat de Arquitectura i Plans Urbans
- Facultat d'Arts i Ciències
- Escola d'Odontologia
- Facultat d'Educació
- Facultat de Recursos del Bosc
- Escola d'Informació
- Escola de Dret
- Escola d'Infermeria
- Facultat d'Oceanografia i Ciències dels Peixos
- Escola de Farmàcia
- Escola de Fets Públics Daniel J. Evans
- Escola d'Estudis Internacionals Henry M. Jackson
- Escola de Sanitat Pública i Medicina de la Comunitat
- Escola de Treball Social